# Афтанас, Любомир Иванович
Любомир Иванович Афтанас (род. 18 сентября 1956 года) — советский и российский нейрофизиолог, академик РАН (2013).

## Биография
Родился 18 сентября в посёлке Жовтень Ивано-Франковской области Украинской ССР.
В 1979 году — окончил лечебный факультет Ивано-Франковского государственного медицинского института.
До 1982 года — работал врачом психиатром и функциональной диагностики Кустанайской областной психиатрической больницы.
В 1985 году — окончил аспирантуру и защитил кандидатскую диссертацию, тема: «Анализ межполушарного интерференционного торможения у человека»
С 1982 года и по настоящее время является сотрудником НИИ физиологии Сибирского отделения РАМН, где с 1985 по 1988 годы — работал вначале младшим, а в последующем — старшим научным сотрудником лаборатории механизмов регуляции памяти.
С 1989 года — работает заместителем директора по научной работе и заведующим лабораторией психофизиологии.
В 1999 году — защитил докторскую диссертацию, тема: «Региональный и межрегиональный анализ ЭЭГ во время вызванных эмоций и её связь с индивидуальными стилями переживания тревоги у человека».
Присвоено звание профессора по специальности «психофизиология».
В 2004 году — избран членом-корреспондентом РАМН.
В 2007 году — избран академиком РАМН, с 2011 года — вице-президент РАМН и член Президиума РАМН, председатель СО РАМН.
В 2013 году — избран академиком РАН (в рамках присоединения РАМН и РАСХН к РАН), член Президиума РАН, заместитель председателя СО РАН.

## Научная деятельность
Ведёт научные изыскания в области изучения нейрофизиологических механизмов эмоций у человека.
В рамках разрабатываемого приоритетного направления впервые в мире изучена микроструктура корковой активности при активизации системы мотивационного внимания. Установлена роль распределённых нейронных тета-осцилляторов в безусловном опознании эмоциогенной значимости сигнала и выделена система «немедленного реагирования» на мотивационно значимые стимулы. Впервые показано, что обнаружение мотивационной значимости сигнала происходит уже через 100 мс с момента его предъявления и осуществляется одновременно с анализом физических характеристик сигнала и привлечением ресурсов «системы сверхкратковременной концептуальной памяти». Впервые получены данные о характере кортико-висцеральных взаимоотношений и их динамике на ранних этапах восприятия эмоциогенности стимула. С использованием методов теории нелинейных динамических систем впервые установлено, что положительные эмоции, стимулирующие дивергентные (творческие, ассоциативные) процессы, сопровождаются конкурентной активацией большего числа независимо осциллирующих нейронных сетей. Менее «творческие» отрицательные эмоции сдвигают динамику корковых нейронных сетей в направ-лении меньшей комплексности и большей пред-сказуемости. Системно изучены модулирующие влияния личностных факторов, играющих ведущую роль в патофизиологических механизмах формирования психосоматических нарушений (тревожности, депрессивности, дефенсивности-репрессивности и алекситимии), на механизмы кортико-висцеральных взаимоотношений на этапах восприятия и переживания эмоций. Исследуются нейрофизиологические и нейровегетативные корреляты неосознаваемых эмоциональных стратегий, связанных с захватом или избеганием угрожающей информации на уровне внимания.
Автор более 200 научных работ, в том числе 5 монографий, 3 патентов.

### Научно-организационная деятельность
- Член Президиума РАН
- Член Отделения медицинских наук РАН
- Заместитель Председателя Высшей аттестационной комиссии (ВАК) при Министерстве образования и науки Российской Федерации
- Заместитель председателя СО РАН
- Заведующий кафедрой нейронаук Института медицины и психологии НГУ
- Научный руководитель Стратегической академической единицы НГУ «Нейронауки в трансляционной медицине»
- Заведующий лабораторией трансляционной и клинической нейронауки Института медицины и психологии НГУ
- Главный редактор журнала «Сибирский научный медицинский журнал», член редколлегии журналов «Вестник РАМН», «Бюллетень экспериментальной биологии и медицины», «Патогенез», «Cибирский вестник наркологии и психиатрии», «Сибирский медицинский журнал».

## Награды
- Медаль ордена «За заслуги перед Отечеством» II степени (2001)
- Премия Президиума РАМН «За лучшую фундаментальную работу в медицине» (2001) — за работу «Эмоциональное пространство человека: психофизиологический анализ»